# Lise Rønne
Lise Rønne, född 1 november 1978 i Viborg, är en dansk TV-programledare. Hon är mest känd för att ha varit programledare för fyra säsonger av danska X Factor och Dansk Melodi Grand Prix 2011. Tillsammans med Nikolaj Koppel och Pilou Asbæk var hon programledare för Eurovision Song Contest 2014 i Köpenhamn.
Hon har studerat medie- och litteraturvetenskap och arbetar sedan 2022 som redaktör för förlaget Gyldendal.